# Liutbert (Mainz)
Liutbert OSB († 17. Februar 889) war Erzbischof von Mainz, Abt des Klosters Weißenburg und dritter Abt des Klosters Herrieden. 870 wurde ihm als erstem Mainzer Erzbischof das Amt des Erzkaplans und Erzkanzlers übertragen. Liutbert wurde vermutlich in St. Alban in Mainz begraben.

## Herkunft
Liutbert entstammte einer vornehmen schwäbischen Familie und war Lehrer im Kloster Reichenau, ehe er am 30. November 863 Erzbischof von Mainz wurde.

## Politik
Während seiner Zeit als Erzbischof stand Liutbert vor allem in den politischen und bisweilen militärischen Diensten Ludwigs des Deutschen, Ludwigs des Jüngeren und Karls III. Ludwig der Deutsche ernannte ihn zwischen 863 und 870 – der genaue Zeitpunkt ist nicht bekannt – zum Abt des Klosters Weißenburg im Elsass, sein Nachfolger, Karl III., bestätigte das 882 und sicherte gleichzeitig den Mönchen des Klosters zu, dass sie den Nachfolger wählen durften.
868 leitete er die Synode von Worms, die langwirkende kirchenrechtliche Beschlüsse fasste.
Liutbert verhandelte mit dem westfränkischen König Karl dem Kahlen über die Teilung des Mittelreichs, nachdem dessen Herrscher Lothar II. 869 gestorben war. Während Karl der Kahle sich in Metz zum König von Lotharingen krönen ließ, gelang es Erzbischof Liutbert am 7. Januar 870 Willibert, einen Parteigänger Ludwigs des Deutschen, als neuen Erzbischof von Köln, der bedeutendsten Diözese des Mittelreiches, einzusetzen. Der neue Kölner Erzbischof sollte die Ansprüche Ludwigs bezüglich des Mittelreichs sichern. Liutbert wurde für diese Aktion von Ludwig mit der Position des Erzkaplans und Erzkanzlers belohnt. Er war damit der erste Mainzer Erzbischof, der dieses Doppelamt innehatte. Nach ihm wurde es erst Erzbischof Heriger (913–927) wieder verliehen, ab 965 war es dauerhaft mit dem Mainzer Erzstuhl verbunden.
Als sich nach dem Tod des Herzogs und Markgrafen der Sorbenmark, Thakulf (848–873), die Siusili (beiderseits der unteren Mulde) nicht mehr an die mit ihm geschlossenen Verträge gebunden fühlten, zog Erzbischof Liutbert mit dem neuen Markgrafen Ratolf im Januar 874 dorthin. Sie stellten den vorherigen Zustand ohne militärische Auseinandersetzung wieder her.
In seiner Amtszeit fuhren mehrfach Wikinger auf Raubzügen den Rhein hinauf. Im Sommer 882 verwüsteten sie die Städte Köln, Bonn und Andernach. In der Umgebung von Andernach wurden zudem zahlreiche Kirchen und Klöster geplündert und in Brand gesteckt. Als sich die Wikinger rheinaufwärts nach Mainz wandten, wurden sie von einem Heer unter Führung Liutberts und des Grafen Heinrich von Babenberg zurückgeschlagen.
Nachdem das Reich 882 auf Karl III. übergegangen war, wurde Liutbert im Amt des Erzkaplans und Erzkanzlers durch dessen Günstling Liutward von Vercelli ersetzt, 887 aber wieder eingesetzt. Im gleichen Jahr verlor Karl jedoch die Herrschaft im Ostfrankenreich an Arnulf von Kärnten, der das Doppelamt auf den Salzburger Erzbischof, Theotmar, übertrug.

## Kirche
Liutbert leitete die Synoden der Jahre 868 und 888, die sich mit kirchlichen Fragen im ostfränkischen Reich befassten. Er setzte sich für eine gewisse Unabhängigkeit der Klöster ein und gründete gegen Ende seiner Amtszeit das Mauritiusstift in Mainz, das im Mittelalter Taufkirche des Liebfrauenstifts war, das wiederum Taufkirche des Domstifts war.

## Kultur
Im Umfeld Liutberts entstand zumindest die Mainzer Fortsetzung der Annales Fuldenses, in der Karl und Liutward negativ dargestellt wurden.